# Leptacinus batychrus
Leptacinus batychrus es una especie de escarabajo del género Leptacinus, familia Staphylinidae. Fue descrita científicamente por Gyllenhal en 1827.
Se distribuye por Suecia, Ucrania, Noruega, Reino Unido, Países Bajos, Finlandia, Austria, Francia, Polonia y Estados Unidos. La especie se mantiene activa durante todos los meses del año.